# Lin Chen-hao
Lin Chen-hao, född 26 oktober 1997, är en taiwanesisk judoutövare.
Chen-hao tävlade för Taiwan vid olympiska sommarspelen 2020 i Tokyo. Hon besegrade Francesca Milani i den första omgången i extra lättvikt och därefter Irina Dolgova i den andra omgången. Chen-hao förlorade i kvartsfinalen mot Distria Krasniqi och fick möta Shira Rishony i återkvalet, där det också blev förlust.